# اوست-ایوانوفکا
اوست-ایوانوفکا (به لاتین: Ust-Ivanovka) یک منطقهٔ مسکونی در روسیه است که در استان آمور واقع شده‌است.